# Yannick Borel
Yannick Borel (født 5. november 1988) er en fransk fægter, der konkurrerer i kårdekategorien. 
Han repræsenterede Frankrig ved sommer-OL 2012 i London, hvor han blev elimineret i kvartfinalen.
Han vandt guld ved sommer-OL 2016 i holdkonkurrencen.
Ved sommer-OL 2020 i Tokyo, som blev afholdt i 2021, blev han elimineret i anden runde af den individuelle konkurrence.
Ved sommer-OL 2024 i Paris vandt han sølv i den individuelle konkurrence.
I november 2016 blev han udnævnt til ridder af Æreslegionen.